# Милявский, Александр Ефимович
Александр Ефимович Милявский (1904 год — дата и место смерти неизвестны) — директор совхоза имени Красной Армии (Полтавская область, Украинская ССР). Герой Социалистического Труда (1948).

## Биография
Родился в 1904 году. Окончил институт, получив специальность зоотехника. После начала Великой Отечественной войны эвакуировался на Восток СССР. 
В 1944 году возвратился на Украину. Проживал в Полтаве, где работал в областном тресте совхозов. Был назначен директором свиноводческого совхоза имени Красной Армии.
В 1947 году совхоз имени Красной Армии собрал в среднем по 15,8 центнеров пшеницы с посевной площади в две тысячи гектаров. В этом же году было выращено в среднем по 18 поросят от каждой свиноматки. 
Указом Президиума Верховного Совета СССР от 13 марта 1948 года ему было присвоено звание Героя Социалистического Труда «за получение высоких урожаев пшеницы и ржи при выполнении совхозом плана сдачи государству сельскохозяйственных продуктов в 1947 году и обеспеченности семенами зерновых культур для весеннего сева 1948 года».
В 1950-е годы во время советской антисемитической политики за якобы незаконную покупку электрооборудования для свинофермы был осуждён на пять лет заключения с лишением звания Героя Социалистического Труда. Через некоторое время приговор суда был отменён и его восстановили в почётном звании. После освобождения проживал в селе Степное Полтавского района, потом переехал в Московскую область, где работал заместителем директора, директором одного из совхозов Подольского района.

## Награды
- Герой Социалистического Труда
- Орден Ленина (1948)